# 弗洛厄里 (蒙大拿州)
弗洛厄里（英語：Floweree）是位於美國蒙大拿州舒托縣的普查規定居民點。

## 歷史
弗洛厄里的郵局於1910年設立，其後於2004年停運。

## 人口
根據2020年美國人口普查的數據，弗洛厄里的面積為3.05平方千米，皆為陸地。當地共有人口19人，而人口密度為每平方千米6.23人。